# Ópera de Shreveport
La Ópera de Shreveport (en inglés: Shreveport Opera) es un teatro de ópera y compañía de ópera en la ciudad de Shreveport en Luisiana, en el sur de los Estados Unidos, con sede en la calle Texas. La ópera de Shreveport comenzó a finales de 1940 y ha continuado durante más de 60 temporadas hasta la actualidad. Es la segunda más grande de las cuatro compañías de ópera en el estado. Desde su debut en 1949, Shreveport ha sido la única fuente de producciones de ópera de calidad profesional en el norte de Luisiana.